# Sint-Bernard (Lubbeek)
Sint-Bernard is een plaats in de Vlaams-Brabantse gemeente Lubbeek.
Deze plaats heeft zich ontwikkeld langs de omstreeks 1780 aangelegde steenweg van Leuven naar Diest en bestaat vooral uit lintbebouwing.

## Bezienswaardigheden
- De Sint-Bernarduskerk, een neogotisch bouwwerk
- De Sint-Bernardusmolen, een windmolenrestant

## Nabijgelegen kernen
Lubbeek, Sint-Joris-Winge, Linden, Kortrijk